# Lili (1953)
Lili é um filme musical estadunidense de 1953, realizado pela MGM, estrelando Leslie Caron, Mel Ferrer e Jean-Pierre Aumont.

## Histórico
O roteiro de Helen Deutsch foi adaptado de "The Man Who Hated People", um conto de Paul Gallico que, em 28 de outubro de 1950, foi publicado no The Saturday Evening Post. Mediante o sucesso alcançado pelo filme, Gallico expandiu a história, em 1954, com o título The Love of Seven Dolls.
O filme foi adaptado para o teatro sob o título Carnival.
Walton e O'Rourke, famosos no mundo circense, fabricaram os bonecos do filme. Walton e O'Rourke manipulavam Margarida e Renaldo, George Latshaw foi o responsável por Cenourinha e Wolo por Golo, o Gigante.

## Elenco

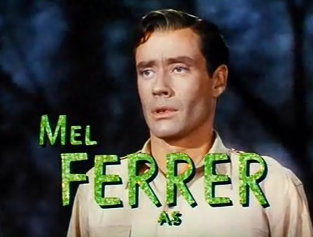
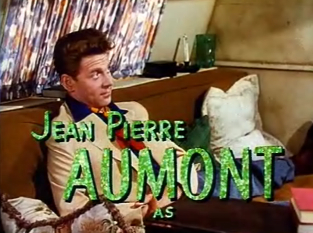
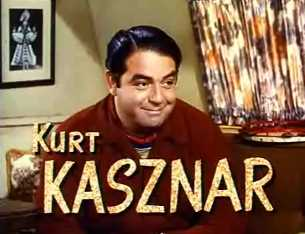
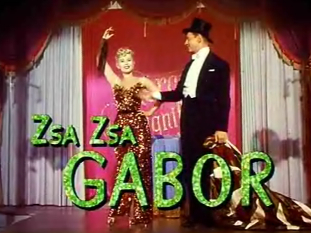

- Leslie Caron … Lili Daurier
- Mel Ferrer … Paul Berthalet
- Jean-Pierre Aumont … Marc
- Zsa Zsa Gabor … Rosalie
- Kurt Kasznar … Jacquot
- Amanda Blake … Peach Lips
- Alex Gerry … O vendedor
- Ralph Dumke … Mr. Corvier
- Wilton Graff … Mr. Tonit
- George Baxter … Mr. Enrique

## Premiações
- Recebeu o Oscar de Trilha Sonora original (Bronislau Kaper)
- Indicado ao Oscar de Atriz (Leslie Caron)
- Indicado ao Oscar de Direção Artística em Cores (Cedric Gibbons, Paul Groesse, Edwin B. Willis, Arthur Krams),
- Indicado ao Oscar de Direção (Charles Walters)
- Indicado ao Oscar de Roteiro Original[4]
- Participação no Festival de  Cannes[5]

## Sumário
A ingênua Lili (Leslie Caron) chega à cidade em busca de um velho amigo de seu pai, que lhe possa dar emprego, descobrindo, então, que ele já havia morrido. Um vendedor local tenta se aproveitar dela, que acaba sendo defendida por um mágico que por ali passava: Marcus the Magnificent (Jean-Pierre Aumont). Lili se encanta com ele e o segue até o local de trabalho, um circo itinerante, e ao descobrir que tem apenas 16 anos, Marcus decide ajudá-la, arrumando-lhe a função de garçonete. A moça se atrapalha em sua primeira noite de trabalho, e quando Marcus não lhe dá apoio, decide se suicidar, pois não tem para onde ir. Ao sair, porém, algumas marionetes começam a conversar com ela, distraindo-a, de forma que ela não desista de viver. As marionetes – um garoto de cabelos vermelhos (Cenourinha), um lobo (Renaldo), uma bailarina (Margarida) e um gigante covarde (Golo) – consolam Lili que, em sua ingenuidade, conversa livremente com elas, como se fossem reais, despertando o interesse das pessoas que veem a situação e se encantam.
Na verdade, os bonecos são manipulados por Paul (Mel Ferrer), considerado um “antipático” por Lili, que não o suporta, sem se dar conta de que ele está  por trás das cortinas, e é com ele que, na verdade, conversa. A interação entre Lili e as marionetes faz tanto sucesso com o público que Jacquot (Kurt Kasznar), amigo de Paul, a convida a repeti-la todas as noites, fazendo parte do espetáculo.
Paul já fora um dançarino de sucesso, mas, ao ser ferido na perna durante a Segunda Guerra Mundial, interrompeu sua carreira e passou a trabalhar com as marionetes, mantendo um comportamento frustrado, originando o apelido de “homem mal-humorado” (“Angry Man”), dado por Lili. Através dos bonecos que manipula, Paul expressa seus sentimentos.
Dois empresários de Paris se interessam pelo show de Paul, Jacquot e Lili, e fazem uma oferta de emprego. Lili, que continua interessada em Marcus, enciumada com a assistente dele, Rosalie (Zsa Zsa Gabor), descobre, finalmente, que Rosalie é, na verdade, esposa de Marcus, e se decepciona. Resolve abandonar o circo, mas, ao sair, as vozes das marionetes a chamam, conversam com ela e a abraçam, e neste momento Lili percebe quem elas realmente são, quem está, na verdade, falando por elas. Abre as cortinas e encara Paul, que a traz à realidade, mostrando que cada um daqueles bonecos é ele mesmo, expresso em defeitos e qualidades.
Lili parte correndo, mas, no caminho, se imagina dançando e encarando cada uma das marionetes, até perceber a realidade. Volta correndo para os braços de Paul, que aprendera a amar através das marionetes que o representavam. Eles se beijam e os bonecos os aplaudem.